# Geranium sagasteguii
Geranium sagasteguii är en näveväxtart som beskrevs av Carlos Aedo. Geranium sagasteguii ingår i släktet nävor, och familjen näveväxter. Inga underarter finns listade i Catalogue of Life.